# دوبروولسکی ۱۷۸۹
سیارک ۱۷۸۹ (به انگلیسی: 1789 Dobrovolsky، نامگذاری:1966QC) هزار و هفتصد و هشتاد و نهمین سیارک کشف شده‌است که در ۱۹ اوت ۱۹۶۶ کشف شد.
قدر مطلق سیارک برابر ۱۳٫۰۰ است.